# Škoda 29BB
Škoda 29BB – niskopodłogowy autobus elektryczny produkowany od 2018 roku przez czeską firmę Škoda Electric na bazie nadwozia Urbino 8,9 LE polskiej firmy Solaris Bus & Coach.

## Konstrukcja
Škoda 29BB to dwuosiowy, dwudrzwiowy autobus elektryczny o długości 9 m (midibus), z niskopodłogowym nadwoziem Solaris Urbino 8,9 LE. Wyposażony jest w technologie SiC i IGBT oraz asynchroniczny silnik elektryczny trakcyjny Škoda o mocy 160 kW, zasilany bateriami litowo-polimerowymi. Zasięg na pełnym naładowaniu wynosi 110–150 km. Pojazd można ładować w sposób ciągły podczas jazdy z sieci trakcyjnej za pomocą pantografu na dachu lub ze stacjonarnej stacji ładowania za pomocą kabla z wtyczką (plug-in).

## Produkcja i eksploatacja
W 2013 roku rozpoczęła się produkcja autobusów elektrycznych Škoda 26BB bazujących na autobusach Solaris Urbino 12.
Autobus elektryczny Škoda 29BB zaprezentowano na targach Czechbus w Pradze w listopadzie 2018 roku. Pierwszych jedenaście pojazdów zostało wcześniej zakupionych przez Dopravní podnik města České Budějovice (DPmČB) za kwotę 142,5 miliona koron. Autobusy elektryczne dostarczono do Czeskich Budziejowic jesienią, a DPmČB wprowadziło je do regularnej eksploatacji 1 listopada 2018 r. na linii nr 23, obsługującej historyczne centrum miasta.